# Дрінова
Дрінова (рум. Drinova) — село у повіті Тіміш в Румунії. Входить до складу комуни Бирна.
Село розташоване на відстані 345 км на північний захід від Бухареста, 65 км на схід від Тімішоари.

## Населення
За даними перепису населення 2002 року у селі проживали 217 осіб, з них 214 осіб (98,6%) румунів. Рідною мовою 216 осіб (99,5%) назвали румунську.